# Maxim Niederhauser
Maxim Niederhauser (* 1984 in Homel, Sowjetunion) ist ein österreichischer Sachbuch- und Romanautor in den Bereichen parawissenschaftlicher und historischer Werke, wie im Bereich Rätsel der Archäologie. Neben seinen schriftstellerischen Tätigkeiten arbeitet Maxim als Psychosozialer Berater in Wels Oberösterreich.

## Leben und Arbeit
Er absolvierte seine Technikerausbildung an der HTL Bau & Design Linz sowie Diplomstudiengänge inHumanenergetik, Geomantie, Mentalcoaching und Lebens und Sozialberatung in Linz an der Vitalakademie.
Niederhauser publiziert seine Romane und Sachbücher unter dem Pseudonym Marcus E. Levski. Zudem veröffentlicht er Artikel in Magazinen.

## Veröffentlichungen
- Die Goldene Stadt im Untersberg, Ancient Mail Verlag Werner Betz, Groß-Gerau 2016, ISBN 978-3-95652-177-5.
- Die Geisterhöhle am Untersberg, Ancient Mail Verlag Werner Betz, Groß-Gerau 2017, ISBN 978-3-95652-229-1.
- Die Goldene Stadt im Untersberg 2 – Die Kronos Offenbarung, Ancient Mail Verlag Werner Betz, Groß-Gerau 2017, ISBN 978-3-95652-233-8.
- Die Goldene Stadt im Untersberg 3 – Das Empyreum, Ancient Mail Verlag Werner Betz, Groß-Gerau 2018, ISBN 978-3-95652-245-1.
- Entfessle deinen Geist: 45 Tage, TWENTYSIX, Norderstedt 2018, ISBN 978-3-7407-5126-5.
- Magisches Turin, TWENTYSIX, Norderstedt 2018, ISBN 978-3-7407-4899-9.
- Die Goldene Stadt im Untersberg 4 – Das Vermächtnis der Isais, Ancient Mail Verlag Werner Betz, Groß-Gerau 2018, ISBN 978-3-95652-267-3
- Das Mythenwerk Band 1 – Die Welt als ein sonderbarer Ort, NIBE Media, 2019, ISBN 978-3-96607-042-3[7]